# Stéphane Pétilleau
Stéphane Pétilleau est un coureur cycliste français, né le 17 février 1971 à Château-du-Loir.

## Biographie
Stéphane Pétilleau a eu une carrière atypique. 
Passé professionnel en 1995 au sein de l'équipe Castorama, il passe par TVM en 1996 et 1997 puis par l'équipe Gan en 1998. En 1999, il redevient amateur, à l'âge de 28 ans, sous le maillot de l'équipe Jean Floc'h-Mantes puis du VC Roubaix Lille Métropole. 
En 2005, il effectue son retour chez les professionnels avec l'équipe continentale Bretagne-Jean Floc'h. Il remporte cette année-là une victoire d’étape sur la Route du Sud et le classement général du Tour de Bretagne. L’année suivante, après avoir remporté une étape de l'Étoile de Bessèges, il se classe second des Quatre Jours de Dunkerque. 
En 2007, malgré une seconde place de Cholet-Pays de Loire derrière Stéphane Augé, il est contraint de mettre un terme à sa carrière en raison d’un problème cardiaque (fibrillation auriculaire due à une hypertrophie de l'oreillette gauche du cœur) apparue lors de la Route du Sud.

## Palmarès
- 1992
  - 2e du championnat de France du contre-la-montre par équipes
- 1993
  - 2e de Paris-Connerré
  - 3e du Prix de la Saint-Laurent
- 1994
  - Ronde du Pays basque
  - Tro Bro Leon
  - 6e et 10e épreuves de la Mi-août bretonne
  - Paris-Connerré
  - 2e du Tour du Béarn
  - 2e de Paris-Fécamp
- 1995
  - Duo normand (avec Emmanuel Magnien)
  - 3e du Trio normand
- 1999
  - 8e étape du Ruban granitier breton
  - 1re étape du Tour de la Manche
  - Classement général des Boucles de la Mayenne
  - 2e étape du Tour Béarn-Aragon-Bigorre
  - 3e étape du Tour des Landes
  - À Travers la Bretagne
  - 2e de la Flèche finistérienne
  - 2e du Tour Béarn-Aragon-Bigorre
  - 2e de Jard-Les Herbiers
- 2000
  - Champion de Bretagne sur route
  - Circuit de la Nive
  - 1re étape du Circuit berrichon
  - 1re étape du Tour de Franche-Comté
  - Boucles de la Mayenne :
    - Classement général
    - 2e étape

  - Circuit du Viaduc
  - 2e du Circuit berrichon
  - 2e du Tour de Franche-Comté
  - 2e du Tour de la Creuse
  - 2e du Tour des Landes
  - 3e de la Route de l'Atlantique
  - 3e de la Flèche de Locminé
  - 3e du Tour de Gironde
- 2001
  - Circuit du Morbihan
  - 1re étape du Tour de la Manche
  - Grand Prix de Luneray
  - Prix Xavier Louarn
  - 4e étape des Trois Jours de Cherbourg
  - Classement général du Tour de la Porte Océane
  - 2e de la Route du Pays basque
  - 2e de la Flèche de Locminé
  - 2e du Tour de la Manche
  - 3e de la Route bretonne
- 2002
  - Championnat du Nord-Pas-de-Calais
  - Prix des Coteaux d'Aix
  - Grand Prix Gabriel-Dubois
  - 1re étape du Tour de Moselle
  - 2e du Tour de Moselle
  - 3e du Tour d'Émeraude
  - 3e du Grand Prix de la ville de Pérenchies
- 2003
  - Grand Prix des Marbriers
  - Trois Jours de Cherbourg :
    - Classement général
    - 2e étape

  - 2e des Boucles guégonnaises
  - 3e de Paris-Chauny
- 2004
  - Grand Prix Gilbert Bousquet
  - Tarbes-Sauveterre
  - 5e étape du Tour de Franche-Comté
  - Grand Prix de Beuvry-la-Forêt
  - 2e du Grand Prix de Dourges
  - 3e de la Flèche de Locminé
  - 3e de la Mi-août bretonne
- 2005
  - Route bretonne
  - 3e étape du Tour de Normandie
  - Ruban granitier breton :
    - Classement général
    - 2e étape

  - Tour du Tarn-et-Garonne
  - 2e étape de la Route du Sud
  - 2e du Tour de Normandie
  - 2e du Trio normand
  - 3e du Tour de Vendée
- 2006
  - 4e étape de l'Étoile de Bessèges
  - 8e étape du Tour de Normandie
  - Trio normand (avec David Le Lay et Noan Lelarge)
  - 2e des Quatre Jours de Dunkerque
  - 3e de Manche-Atlantique
  - 3e de Paris-Troyes
- 2007
  - Tour du Labourd
  - 2e de Cholet-Pays de Loire
  - 3e de Manche-Atlantique

## Résultats sur les grands tours

### Tour d'Italie
2 participations
- 1995 : abandon
- 1996 : 55e

### Tour d'Espagne
2 participations
- 1997 : abandon
- 1998 : abandon

## Classements mondiaux
| Année                 | 2001   | 2002 | 2003   | 2004   | 2005 | 2006 | 2007 | 2008 |
| Classement CQ-Ranking | 1 216e | NC   | 1 636e | 1 233e | 252e | 329e | 978e | NC   |